# Space Opera (roman)
Pour les articles homonymes, voir Space Opera (homonymie).
Space Opera (titre original : (en) Space Opera ; traduit par Space Opéra dans la première édition française publiée chez Pocket) est un roman de science-fiction de l'auteur américain Jack Vance publié en 1965.

## Argument
Après une tournée triomphale dans le monde entier, la Neuvième Compagnie, une troupe d'opéra originaire de la planète Rlaru, donne ses dernières représentations au Théâtre Néo-Classique. Pourtant, la presse spécialisée doute de l'identité des musiciens et pense que la Neuvième Compagnie n'est qu'une vaste escroquerie. Dame Isabel Grayce, secrétaire-trésorière de la Ligue de l'Opéra, convoque Adolph Gondar, l'impresario de la troupe, et lui demande de mettre un terme aux rumeurs. Quelques jours plus tard, la troupe disparaît mystérieusement.

## Présentation de l'œuvre
Space Opera est un roman de l'auteur américain Jack Vance paru en 1965. Composé de quatorze chapitres, il ne fait partie d'aucun cycle particulier, mais nombre de ses éléments narratifs sont typiques de l'imaginaire de l'auteur. 
La musique, présente dans la plupart de ses romans, tient ici un rôle majeur. Et le musicien Jack Vance s'amuse à pasticher les critiques musicaux et les esthètes.

### Genre
Le titre du roman, qui définit traditionnellement un sous-genre particulier de la science-fiction, le space opera, est pris par Jack Vance au pied de la lettre et conduit l'auteur à décrire les aventures d'une troupe d'opéra à travers la galaxie.
Jack Vance a déclaré que ce roman était le résultat d'une commande et que le titre lui avait été imposé dès le départ. Il choisit donc d'honorer la commande sur le mode humoristique, créant ainsi un sous-genre particulier, le « space opéra comique ».

### Style
Vance s'amuse à décrire les aventures burlesques de personnages issus d'un milieu mondain, confrontés à la dure réalité d'un univers peuplé d'êtres parfaitement étrangers à la culture qu'on est venu leur apporter. Ce milieu mondain s'exprime dans un style soutenu et utilise un lexique choisi pour lequel l'auteur fait de nombreux emprunts au français.

### Structure du récit
Le récit suit une progression linéaire qui alterne entre des chapitres de voyage dans l'espace (où se règlent les tensions entre les personnages) et des chapitres qui se passent sur les différentes planètes du roman (consacrés aux représentations d'opéra). Ce rythme binaire semble imiter l'alternance des récitatifs et des airs, typique de l'opéra classique jusqu'au milieu du XIXe siècle.
Le schéma narratif du roman est le suivant :
- chapitres 1 à 4 : lever de rideau, présentation des personnages et du décor, mise en place de l'intrigue ;
- chapitre 5 et 6 : voyage du Phébus vers Syrius et première escale sur la planète de Syrius ;
- chapitres 7 et 8 : voyage vers Phi d'Orion et seconde escale sur la planète Zade ;
- chapitre 9 : voyage vers la constellation du Fleuve Éridan et troisième escale sur la planète Batifol ;
- chapitres 10 et 11 : voyage vers l'Hydre Femelle et quatrième escale sur la planète Yan ;
- chapitres 12 et 13 : voyage vers la constellation de la Baleine et dernière escale sur la planète Rlaru ;
- chapitre 14 : retour sur Terre.

### Place dans l'œuvre
Si Space Opera ne fait partie d'aucun grand cycle littéraire de Jack Vance, sa thématique et sa structure le rapprochent pourtant d'un autre roman de l'auteur intitulé Les Baladins de la planète géante. Cette œuvre, parue en 1975, raconte en effet l'histoire d'une troupe de théâtre qui doit jouer une pièce de William Shakespeare devant des publics variés tout en parcourant la planète géante. L'auteur troque ainsi l'opéra pour le théâtre, passe du space opera au planet opera, mais conserve le schéma narratif et la veine comique de l'original.

## Résumé

### Chronologie des événements
Après une tournée triomphale dans le monde entier, la Neuvième Compagnie, une troupe d'opéra originaire de la planète Rlaru, donne ses dernières représentations au Théâtre Néo-Classique. Pourtant, la presse spécialisée doute de l'identité des musiciens et pense que la Neuvième Compagnie n'est qu'une vaste escroquerie. Dame Isabel Grayce, secrétaire-trésorière de la Ligue de l'Opéra, convoque Adolph Gondar, l'imprésario de la troupe extra-terrestre, et lui demande de mettre un terme aux rumeurs. Quelques jours plus tard, la troupe disparaît mystérieusement.
À la suite de la disparition de la troupe, Dame Grayce refuse de donner ses gages à Adolph Gondar, mais décide de financer un échange culturel avec la planète Rlaru. Lorsqu'il apprend la nouvelle, son neveu, Roger Wool, s'inquiète pour son héritage et tente de dissuader sa tante, mais en vain. Dame Grayce engage alors le musicologue Bernard Bickel comme conseiller technique et une troupe d'opéra au grand complet. Au spatioport, après avoir été renvoyé de son dernier travail, Roger Wool fait la connaissance d'une séduisante jeune femme, Madoc Roswyn, qui souhaite être du voyage. Roger se fait alors engager par sa tante comme reporter et fait monter la jeune femme clandestinement à bord du Phébus. 
Sur la Planète de Sirius, Dame Grayce rencontre le commandant Dyrus Boltzen qui en dirige l'administration. Il apprend à la troupe que les byzantaures sont timides et qu'ils n'assisteront sans doute pas à la représentation. Mais Dame Grayce s'entête. Bernard Bickel va chercher les Byzantaures et remplit la salle. Dame Grayce fait alors jouer Fidelio de Ludwig van Beethoven. Les chanteurs sont revêtus de peaux tannées de byzantaures et le texte a été adapté au contexte particulier des autochtones. Lorsque le commandant Boltzen arrive, il constate avec effroi que la salle est remplie des Byzantaures bannis de leurs tribus et armés de leurs silex. Une bagarre générale s'ensuit, mais les extra-terrestres sont repoussés grâce aux lances à incendie de l'astronef. La seconde représentation est annulée et le Phébus s'envole vers sa prochaine destination.
L'astronef atterrit ensuite sur Zade, la seconde planète de Phi d'Orion. La troupe est accueillie par Edgar Cam, le Commissaire résident de Ville-de-Terre et par Darwin Litchley, un guide local. Ce dernier les emmène bientôt chez les Striades. La troupe joue La Flûte enchantée de Wolfgang Amadeus Mozart devant quelques Striades clairsemés. Après la représentation, les délégués des extra-terrestres qui ont cru qu'il s'agissait d'une démonstration commerciale, commandent deux hautbois et une soprano colorature. Outrée, Dame Grayce demande à Darwin Litchley de les mener chez un peuple plus cultivé. C'est ainsi que la troupe arrive dans le village des Aquatiques qui ont une tradition musicale millénaire. Au moment de la représentation du Barbier de Séville de Gioachino Rossini, il n'y a qu'un Aquatique dans la salle, le Moniteur Régional, équipé d'une tablette de scribe. Celui-ci explique qu'il doit expertiser la musique avant de l'autoriser aux villageois. Après la représentation, l'Aquatique signale que l'œuvre est truffée d'erreurs. Piquée au vif, Dame Grayce décide de représenter Tristan et Iseut de Richard Wagner. Même verdict du Striade qui trouve la musique simpliste et répétitive. Malgré la fatigue des musiciens, Dame Grayce demande à la troupe de jouer enfin Wozzeck d'Alban Berg. Le Striade juge l'improvisation adroite, mais désespérée, et demande qu'on lui paie ensuite ses honoraires d'expert. La troupe quitte l'endroit dépitée. Le Phébus se rend ensuite chez les Guerriers fous. Malgré certaines difficultés de communication, les Guerriers fous acceptent d'envoyer leurs notables les plus vaillants et les plus sages à la représentation des Terriens. Dame Grayce fait jouer alors La fiancée vendue de Bedřich Smetana. Après la séance, les Guerriers fous, blessés qu'on les tienne en si piètre estime, convient la troupe à une représentation de leur crû. Le lendemain, les musiciens assistent à un spectacle effroyable et comprennent le malentendu. Chez les Guerriers fous, une « représentation » est un rituel de mise à l'épreuve du courage des individus face à ce qu'une race peut concevoir de pire ! La troupe quitte la planète démoralisée.
Le Phébus atterrit bientôt sur Batifol, la planète-prison. L'équipage est reçu par l'Inspecteur Principal de la planète qui leur explique la théorie en vigueur sur la planète : un faciès de criminel induit un comportement de criminel. Cette théorie a conduit à la création des Laboratoires de Réfection, un centre de chirurgie plastique installé sur la planète pour redonner aux détenus un abord plus avenant et influer sur leurs comportements. Dame Grayce fait alors jouer Turandot de Giacomo Puccini, puis Le Chevalier à la rose de Richard Strauss et enfin Cosi fan tutte de Wolfgang Amadeus Mozart. Le succès est énorme. Le lendemain, la troupe donne Rigoletto, La Traviata et Le Trouvère de Giuseppe Verdi avec autant de succès. Mais Roger Wool est intrigué par le comportement de Calvin Martineau, le premier hautbois. Il se rend alors chez le Gouverneur, mène son enquête et revient avec le véritable Clavin Martineau, qui avait été séquestré par un détenu. Il confond alors le prisonnier travesti et vérifie l'identité de toute la troupe. Sir Henry Rixon, le chef d'orchestre, et Dame Isabel Grayce sont démasqués. Roger retrouve sa tante et le chef d'orchestre dans la cité pénitentiaire et leur explique que les détenus travestis avaient l'intention de s'évader en s'emparant du vaisseau pendant le voyage.
Alors que le Phébus est censé se diriger vers l'Étoile de Swanwick, la troupe se retrouve bientôt dans la constellation de l'Hydre Femelle. Le navigateur Logan de Appling, séduit par Madoc Roswyn, avait été convaincu par la jeune fille de se diriger sur Yan. Lorsqu'elle apprend la nouvelle, Dame Grayce est furieuse, mais décide d'atterrir sur Yan pour y déposer la jeune femme. Mais la planète n'est que ruines et désolation, seuls quelques sifflements dans la forêt attestent d'une présence intelligente. Désespérée, Madoc Roswyn, qui croyait trouver la civilisation de ses ancêtres,  quitte subrepticement le vaisseau et s'enfonce dans la forêt. N'écoutant que son courage et son amour pour elle, Roger Wool part à sa recherche, mais rentre bientôt, blessé par un jet de pierre. Afin de montrer aux autochtones qu'elle ne leur est pas hostile, la troupe décide de jouer Pelléas et Mélisande de Claude Debussy. Pendant la représentation, Madoc Roswyn sort épuisée de la forêt et rejoint le vaisseau. Elle apprend aux membres de l'équipage que les habitants de la planète écoutent la musique depuis la lisière de la forêt et attendent de les attaquer. Dame Grayce demande alors aux techniciens de ranger discrètement leur matériel pendant que l'orchestre continue de jouer. Les musiciens quittent un à un leur pupitre et le Phébus finit par redécoller sous des jets de pierre.
Terme du voyage : la planète Rlaru. Dès que le Phébus entre dans son atmosphère, le capitaine Gondar disparaît subitement. Dam Grayce décide de représenter Hänsel et Gretel de Engelbert Humperdinck devant quelques vagabonds de Rlaru. Le lendemain, la troupe joue Les Contes d'Hoffmann de Jacques Offenbach devant un large public regroupant toutes les classes sociales de la planète. Suivent La Flûte enchantée de Wolfgang Amadeus Mozart et Le Vaisseau fantôme de Richard Wagner, mais le public se raréfie. Le jour suivant, le Parsifal de Richard Wagner ne rassemble que quelques aristocrates et une vingtaine d'indigents. Dame Grayce cherche alors la cause de cette désaffection et découvre derrière le vaisseau un petit groupe de jazz monté par les membres d'équipage et qui réussit à passionner un très large public. Alors que Dame Grayce essaie de convaincre les habitants de Rlaru de venir assister à l'opéra, l'un des indigents projette un film du passé montrant la Neuvième Compagnie embarquée de force pour la Terre par le capitaine Gondar. Tout le monde comprend alors que le capitaine a été puni par les habitants de la planète, mais il revient bientôt, sain et sauf. 
De retour sur Terre, Roger Wool épouse Madoc Roswyn et Dame Grayce déclare à la presse que le voyage du Phébus a été un succès retentissant et qu'il a contribué à « enrichir la culture et l'intelligence  » de toutes les races qui ont assisté à ses opéras.

### Personnages principaux
Les personnages principaux du roman sont classés par ordre alphabétique de patronyme :
- Logan de Appling, astronavigateur ;
- Julia Biancolelli, soprano ;
- Bernard Bickel, ethno-musicologue et conférencier réputé ;
- Dyrus Boltzen, commandant  du comptoir de la planète de Sirius ;
- Edgar Cam, commissaire résident de la planète Zade ;
- Placide Cordonnier, président de la Ligue de l'Opéra ;
- Ada Francini, soprano ;
- Adolph Gondar, explorateur, capitaine de vaisseau spatial, agent de la Neuvième Compagnie ;
- Dame Isabel Grayce, femme richissime, passionnée d'opéra classique, secrétaire de la Ligue de l'Opéra ;
- Neil Henderson, technicien en chef ;
- Holker, maître d'hôtel de Dame Grayce ;
- Marzic Ipsigori, baryton ;
- George Jameson, percussionniste ;
- Darwin Litchley, guide de la troupe sur la planète Zade ;
- Calvin Martineau, premier hautbois de l'orchestre ;
- Lilian Montaigle, femme richissime qui organise des soirées mondaines ;
- Sir Henry Rixon, chef d'orchestre ;
- Madoc Roswyn, jeune femme d'origine galloise, apparentée aux Yans ;
- Hermann Scantling, baryton ;
- Ottot von Scheerup, ténor ;
- Elgin Seaboro, critique musical ;
- Docteur Shand, médecin à bord de l'astronef ;
- Andreï Szinc, régisseur et metteur en scène ;
- Joseph Lewis Thorpe, critique musical ;
- Ramona Thoxted, soprano ;
- Hermilda Warn, soprano ;
- Roger Wool, jeune dandy oisif, neveu de Dame Isabel Grayce ;
- Ephraïm Zerner, basse wagnérienne ;

### Races extra-terrestres
- Capdebois bidentés, peuple qui vit sur la quatrième planète de la Chèvre. Ces créatures hautes d'un mètre cinquante sont recouvertes d'une épaisse fourrure noire.
- Byzantaures, peuple de la planète Sirius réservé et primitif qui vit dans des grottes ou des cavités rocheuses. Les byzantaures ont quatre bras, quatre jambes et deux têtes dédiées aux perceptions sensorielles, tandis que leur cerveau est dans leur abdomen. Leur peau est rugueuse et grise comme de la roche. Ils vivent dans des tunnels souterrains et considèrent qu'il est avilissant de vivre dans un milieu découvert. Les couleurs sont des marqueurs de niveau social et ils disposent de trois méthodes de reproduction sexuée.
- Bécagriffes Stagag-Ogog, Trimarcheurs, Aquatiques, Guerriers fous, Striades, peuples de la planète Zade, d'apparence humanoïde qui cultivent pour certains un art basé sur la modulation des sons.

## Commentaires

### Satire sociale du monde musical
Jack Vance prend un malin plaisir à faire de son roman la satire du milieu musical classique et mondain. Les critiques musicaux émettent des jugements vagues et ampoulés, les chanteurs d'opéra font leurs caprices, tandis que leurs riches mécènes envisagent leur action comme une mission culturelle de toute première importance.
Le monde de la musique classique est largement présenté comme condescendant envers les autres formes d'expression musicale, comme le jazz, et envers la frange de la population qui n'y est pas réceptive. Les personnages du roman considèrent que la musique d'opéra est le sommet musical de la culture humaine : ne pas y être sensible n'est que le signe d'un cruel manque de culture et d'ouverture d'esprit. Jack Vance ironise ainsi sur une certaine bourgeoisie ou aristocratie argentée qui utilise la musique classique - et l'opéra en particulier - comme critère de distinction sociale.
La satire culmine dans la description d'un personnage mondain haut en couleur, Dame Isabel Grayce, une dame-patronesse autoritaire et idéaliste qui croit en sa mission : répandre le langage universel qu'est la musique dans tout l'univers. Son entêtement à croire en l'universalité de la musique, malgré les dénégations de l'ethno-musicologue Bernard Bickel et les expériences désastreuses faites sur les différentes planètes, en fait un personnage à la fois singulier et attachant.
Roger Wool, le neveu de Dame Isabel Grayce, est de son côté présenté par l'auteur comme un dandy inapte au travail et très inquiet du devenir de son héritage. Ironiquement, ce personnage qui vit aux crochets de sa richissime tante est le premier à traiter les musiciens et les artistes de « parasites » de la société.

### Problème de l'universalité du langage musical
C'est le personnage de Bernard Bickel, l'ethnomusicologue du roman, qui prend en charge la dimension théorique de la problématique musicale que Jack Vance esquisse au début du récit. La musique est-elle un langage universel, comme le croit Dame Grayce ? L'ethnomusicologue répond à cette question en plusieurs points. La musique est universelle du point de vue objectif en tant qu'ensemble de grandeurs et de rapports mathématiques entre des sons compris comme des vibrations physiques. Elle est également universelle du point de vue subjectif quant à l'effet que produisent les sons sur les êtres sensibles : sentiment d'apaisement avec des sons tenus et doux, sentiment d'excitation avec des sons aigus et claironnés. Mais son langage, c'est-à-dire son organisation mélodique, rythmique et harmonique, est le fruit d'une convention culturelle. Si cette dimension conventionnelle n'exclut pas de rencontrer des races extra-terrestres qui utilisent comme les humains l'échelle diatonique, la découverte dans l'univers d'un langage musical équivalent à celui des Terriens est présentée comme très improbable. C'est justement ce défi que souhaite relever le personnage de Dame Isabel Grayce avec sa troupe d'opéra en partance pour les étoiles : rencontrer des êtres qui partageraient une même conception noble et sophistiquée de la musique.

## Éditions françaises
- Jack Vance, Space Opéra, traduit de l'américain par Arlette Rosenblum, Pocket, coll. « Science-fiction », no 5160, 1983 ;
- Jack Vance, Space Opera, traduit de l'américain par Arlette Rosenblum, traduction révisée, Gallimard, coll. « Folio SF », no 136, 2003.